# Шиманув (Великопольське воєводство)
Шиманув (пол. Szymanów, нім. Schymanow) — село в Польщі, у гміні Козьмін-Велькопольський Кротошинського повіту Великопольського воєводства.
Населення — 169 осіб (2011).
У 1975-1998 роках село належало до Каліського воєводства.

## Демографія
Демографічна структура станом на 31 березня 2011 року:
|          | Загалом | Допрацездатний вік | Працездатний вік | Постпрацездатний вік |
| -------- | ------- | ------------------ | ---------------- | -------------------- |
| Чоловіки | 82      | 20                 | 59               | 3                    |
| Жінки    | 87      | 22                 | 52               | 13                   |
| Разом    | 169     | 42                 | 111              | 16                   |